# Heinrich Stiege
Julius Paul Heinrich Stiege (* 1. März 1895 in Berlin; † 7. August 1968 in Vorderhindelang) war ein deutscher Marineoffizier und Beteiligter an der Ermordung Karl Liebknechts.

## Leben
Heinrich Stiege war einziger Sohn von vier Kindern des Konteradmirals Oscar Stiege (1852–1932) und dessen Ehefrau Pauline Agnes Clara, geborene Bunsen (1862–1942). 1913 trat er in die Kaiserliche Marine ein, wo er 1915 den Rang eines Leutnants zur See erhielt. Bei Ende des Ersten Weltkriegs hatte er den Rang eines Leutnants zur See und die Dienststellung als Wachoffizier auf U-Kreuzern.
1919 war Stiege Angehöriger der Marineoffiziers-Eskadron des Kapitänleutnants Horst von Pflugk-Harttung, einer Unterformation der Garde-Kavallerie-Schützen-Division, und dort Stabsoffizier. Am 15. Januar 1919 bildete er gemeinsam mit Pflugk-Harttung selbst, dem Oberleutnant zur See Ulrich von Ritgen sowie dem Leutnant d. R. Rudolf Liepmann das Kommando, das auf Befehl von Waldemar Pabst die Erschießung Karl Liebknechts im Berliner Tiergarten durchführte.
Wie die übrigen Beteiligten an der Tötung Liebknechts und Luxemburgs musste Stiege sich vom 8. bis 14. Mai 1919 vor einem Feldkriegsgericht der Garde-Kavallerie-Schützen-Division verantworten, wurde jedoch keines Vergehens für schuldig befunden.
Stiege verließ am 27. Dezember 1919 unter Beförderung zum Oberleutnant zur See die Marine und wurde Kaufmann in Hamburg. 1925 nahm er eine Stellung bei der Degesch an und wurde 1929 ihr Geschäftsführer. 1936 wechselte er zur Mutterfirma Degussa, wo er den Posten des Leiters der Abteilung für Öffentlichkeitsarbeit bekleidete.
Bei Beginn des Zweiten Weltkriegs 1939 wurde Stiege als Marineoffizier reaktiviert und erhielt den Rang eines Kapitänleutnants; 1944 folgte die Beförderung zum Korvettenkapitän, obgleich Stiege einen jüdischen Großelternteil hatte und den Nürnberger Gesetzen zufolge als Vierteljude betrachtet wurde.
Nach Kriegsende musste Stiege sich 1946 im Rahmen eines Spruchkammerverfahrens wegen seiner Beteiligung an der Tötung Liebknechts rechtfertigen. Basierend auf den Akten des Feldkriegsgerichtsverfahrens von 1919, die zu diesem Zweck herbeigeschafft wurden, stellte man erneut keine Schuld fest. Stiege kehrte zur Degussa zurück, wo er nunmehr einen Direktorenposten erhielt. 1963 schied er aus dem Unternehmen aus und verbrachte seine letzten Lebensjahre in Vorderhindelang.